# Millstreet
Millstreet (in irlandese Sráid an Mhuilinn) è una cittadina che sorge nella parte occidentale della Contea di Cork, in Irlanda.
Gemellata fin dal 1985 con Pommerit-le-Vicomte, ha una popolazione di oltre 1 500 abitanti.
Nel giugno 2006 ha ospitato la 29ª edizione della European Juggling Convention mentre nel 1993 aveva ospitato la 38ª edizione dell'Eurovision Song Contest.

## Infrastrutture e trasporti
La stazione ferroviaria del paese è situata sulla linea Mallow–Tralee, la quale è esercitata dalla Iarnród Éireann (IÉ).